# Vlag van Antigua en Barbuda

Vlag van Antigua en Barbuda (ratio 2:3)

De nationale vlag van Antigua en Barbuda werd officieel in gebruik genomen op 27 februari 1967 en werd ontworpen door een schoolleraar genaamd Reginald Samuels. De vlag was het resultaat van een wedstrijd die was gehouden door de nieuwe regering naar aanleiding van het verkrijgen van zelfstandigheid. De zon symboliseert het aanbreken van een nieuwe periode. De kleuren hebben verschillende betekenissen: het zwart staat voor het Afrikaanse voorgeslacht van de bevolking, het blauw voor hoop en het rood voor energie. De opeenvolgende kleuring van geel, blauw en wit staat voor de zon, de zee en het zand.

## Overige vlaggen
De vlag, die alleen door de nationale kustwacht wordt gebruikt, bestaat uit een wit veld, een rood kruis en de vlag van Antigua en Barbuda in het kanton. Het eiland Barbuda heeft een eigen vlag.

? Dienst- en oorlogsvlag ter zee (2:3)
Vlag van Barbuda

## Historische vlaggen
Tot de onafhankelijkheid waren de volgende vlaggen in gebruik:

Vlag van Antigua en Barbuda (1956–1962)
Vlag van Antigua en Barbuda (1962–1967)
Standaard van de Gouverneur van Antigua en Barbuda (1956–1981)